# Iglesia de Santa María del Carmen (Pavía)
Santa Maria del Carmen es una iglesia en Pavía, Lombardía, norte de Italia, considerada entre los mejores ejemplos de la arquitectura gótica lombarda. Fue iniciado en 1374 por Gian Galeazzo Visconti, duque de Milán, en un proyecto atribuido a Bernardo da Venezia. La construcción siguió un ritmo lento, y se reinició en 1432, finalizándose en 1461.

## Historia

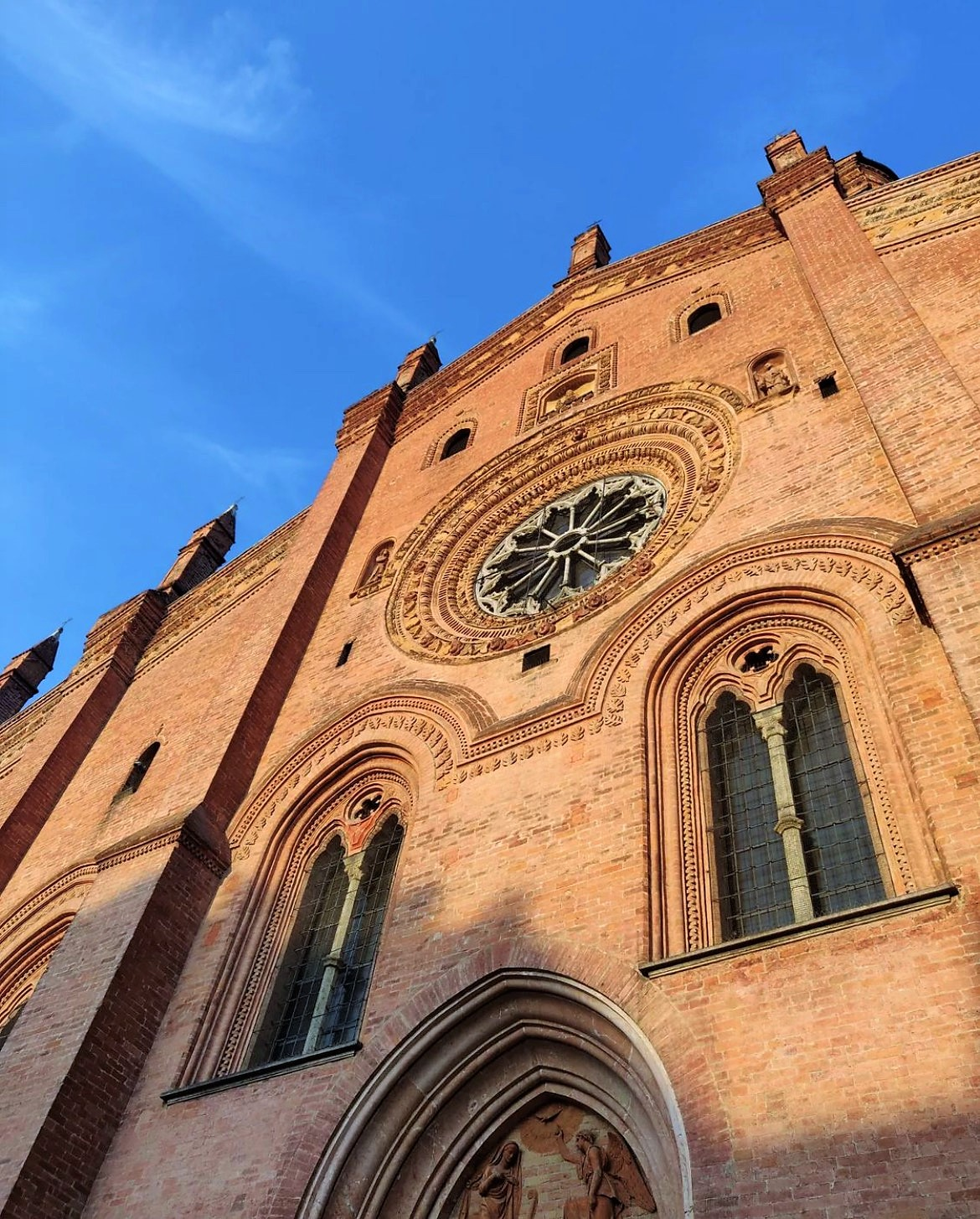
La fachada.

A partir de 1373 los carmelitas iniciaron la construcción de la nueva iglesia que duró más de un siglo. En 1390 Gian Galeazzo donó una gran donación para la construcción de la iglesia, sin embargo, nuevamente en los mismos años, el comienzo de la construcción de la Cartuja de Pavia provocó una ralentización de las obras, porque muchos trabajadores se sintieron atraídos por el nuevo sitio de construcción. El convento fue suprimido en 1799 y la iglesia fue transformada en parroquia.

## Arquitectura

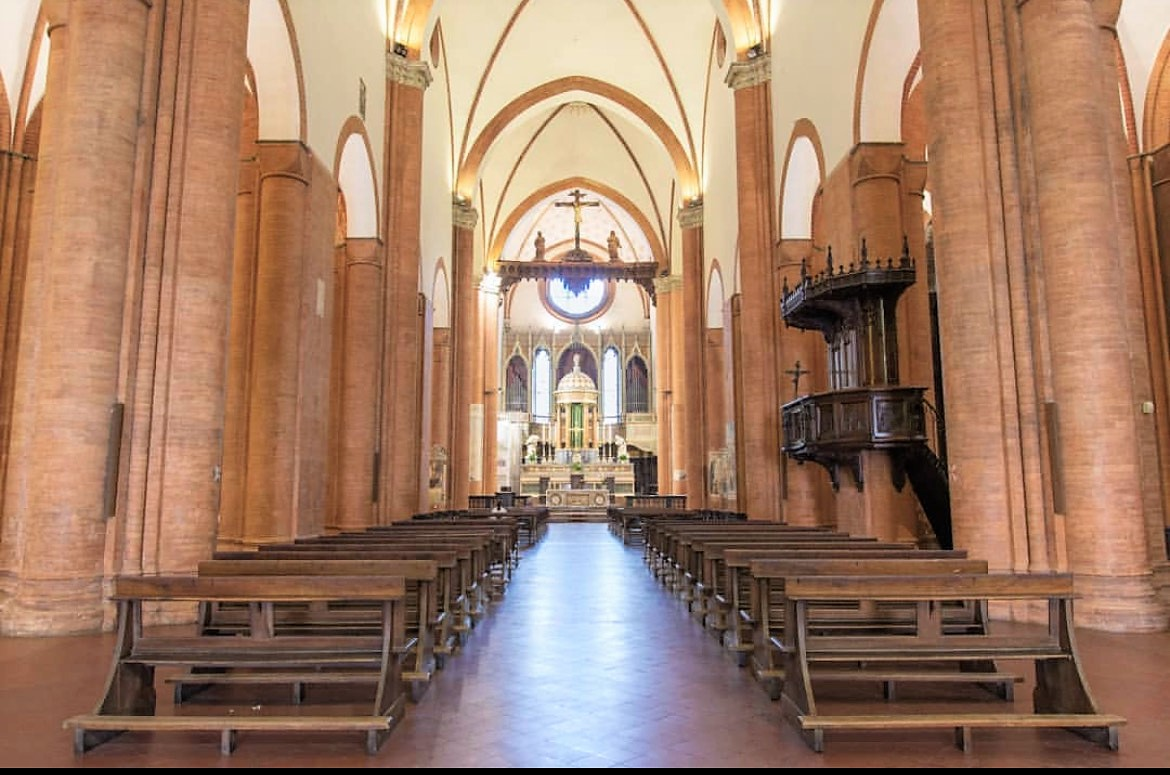
El interior de la iglesia.

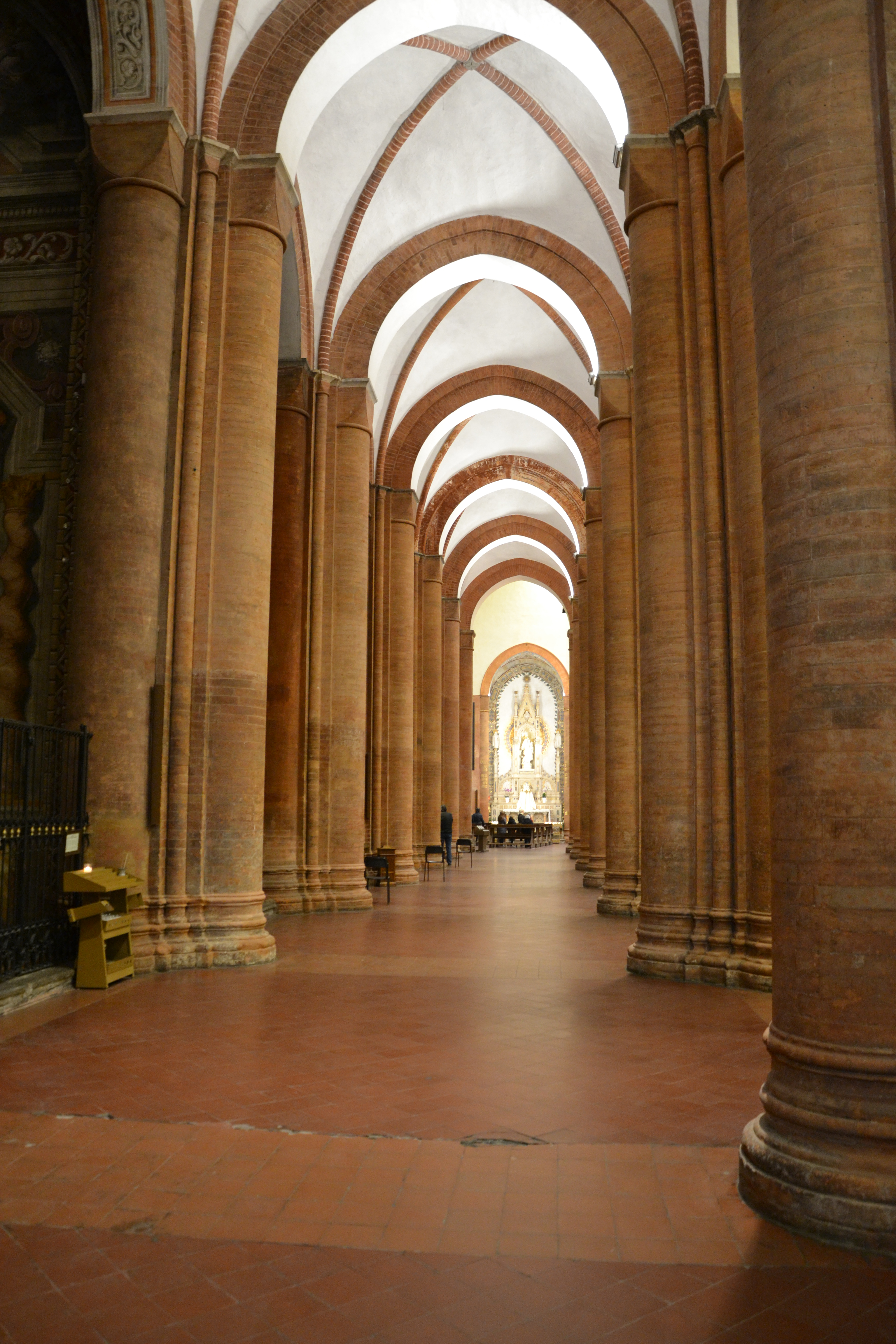
Uno de los pasillos.

La iglesia tiene una imponente fachada que domina la plaza del mismo nombre; las formas esbeltas delatan una influencia románica residual, aunque las decoraciones son indudablemente de estilo gótico lombardo. La fachada está dividida en cinco compartimentos verticales por seis pilastras coronadas por chapiteles. Los tres sectores centrales tienen un portal cada uno, rehecho por Giuseppe Marchesi en 1854. Sobre los portales hay cuatro grandes ventanas ajimezadas ojivales y un elaborado rosetón en ladrillo.
La parte central la ocupa un rosetón de terracota muy elaborado. El rosetón central tiene un gran marco decorado en terracota que contiene, en la parte más externa, cabezas de ángeles. El perfil superior está decorado con un friso y siete pináculos cuadrados. A los lados del rosetón hay dos hornacinas que albergan las estatuas del arcángel Gabriel y la Virgen de la Anunciación. Sobre el rosetón, una hornacina rodeada por un marco cuadrado contiene un bajorrelieve de terracota que representa al Padre Eterno. Estas estatuas son estilísticamente atribuibles al ámbito de Giovanni Antonio Amadeo.
La iglesia tiene planta rectangular dentro de la cual hay planta de cruz latina con tres naves flanqueadas por capillas cuadradas obtenidas de la remodelación de las naves laterales (originalmente la planta era de cinco naves). Las dimensiones en planta son considerables: casi 80 metros de largo por 40 de ancho. El gran tamaño de la iglesia está ligado a la pertenencia a los carmelitas, una orden de frailes predicadores. Las proporciones de la construcción se basan en el módulo ad quadratum, que implica el uso de un solo elemento base cuadrado que se repite en ancho, largo y alto. La nave central, el doble de alta que las menores, se subdivide en cuatro tramos cuadrados que, en las naves laterales, se subdividen a su vez en dos campanas cuadradas abiertas sobre dos capillas, siempre de planta cuadrada. Las bóvedas son de crucería y los nervios que dividen la estructura de las bóvedas son de terracota para formar un elemento cromático en contraste con el ligero yeso. Los pilares también presentan una combinación cromática con terracota y piedra gris Angera.
El campanario, que data de c. 1450, se erige elegantemente sobre la ciudad; está adornado con numerosos frisos y se caracteriza por una ventana con parteluz adornada con columnas de mármol. Con sus 75 m de altura es el campanario más alto de Pavía.

## Interior
El interior se caracteriza por una penumbra inspiradora, y es de planta de cruz latina con una nave y numerosas capillas laterales con frescos y pinturas. Los más importantes son:
- Segunda Capilla, con un fresco de Vincenzo Foppa (1462).
- 4ª Capilla, con un lienzo del Ángel de la Guarda de Sebastiano Ricci (1694[6]).
- 5ª Capilla, con una Asunción de Bernardo Cane y un lienzo con "San Agustín escribe sobre el corazón de María Magdalena de 'Pazzi" de Pietro Maggi.
- 6ª Capilla, con un retablo de Santa Ana y el Oficio de Lana (de Guglielmo Caccia) y con la "Visión del Papa Honorio III" de Filippo Abbiati.
- Capilla, que alberga un retablo gótico donado por Pío X, y un políptico del siglo XV con la Virgen y los Santos (de Bernardino da Cotignola).

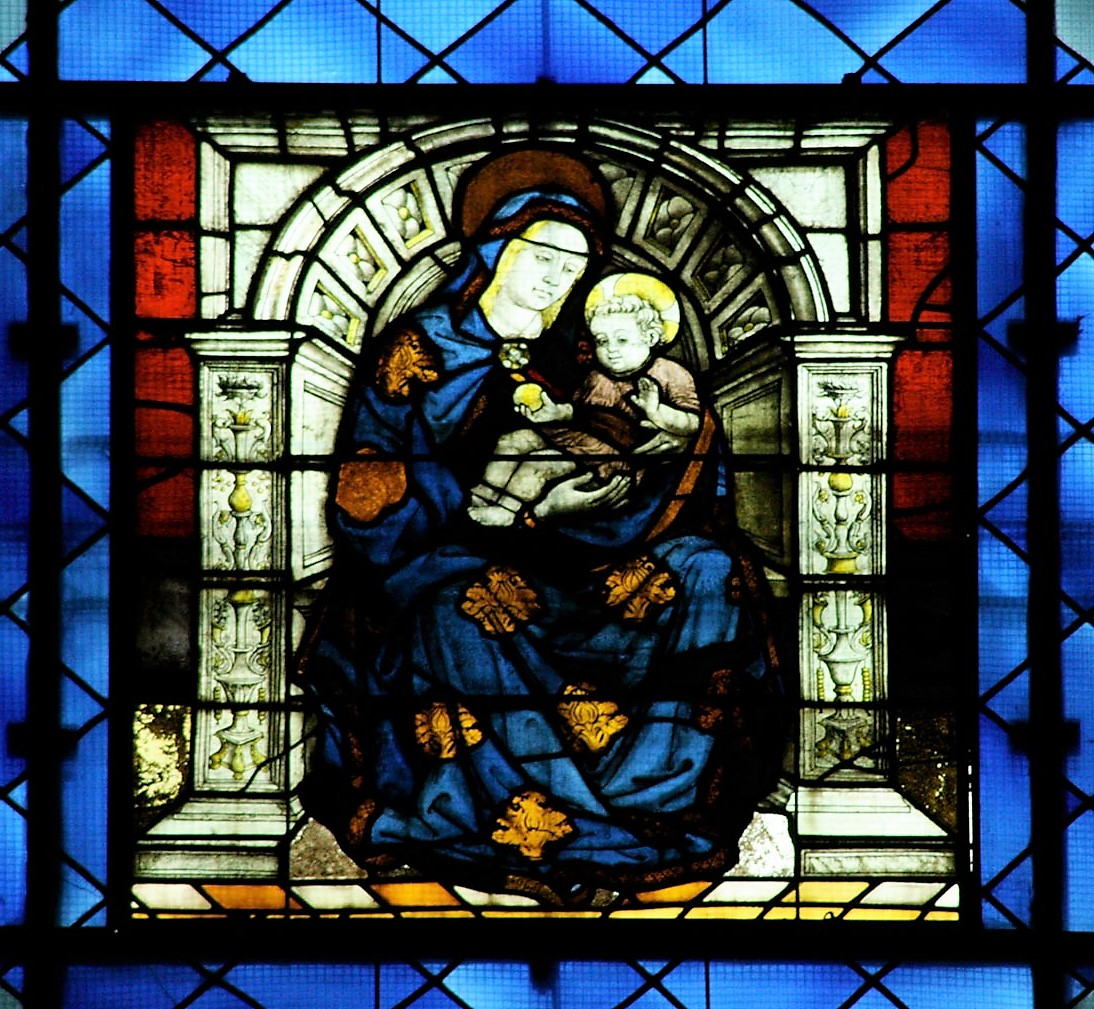
Vincenzo Foppa, Madonna entronizada con el Niño, 1482-1489.
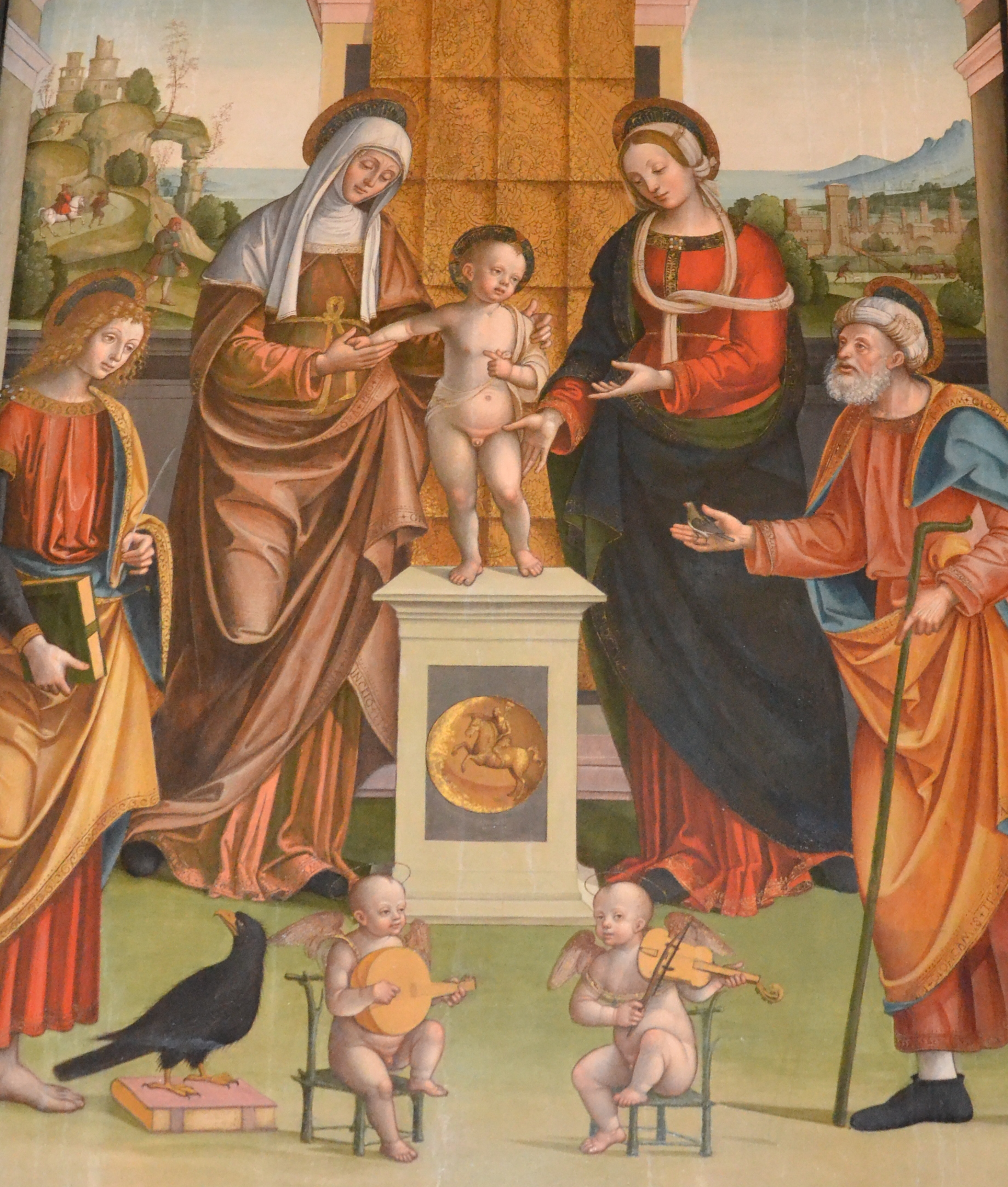
Bernardino Lanzani, Retablo, 1515.
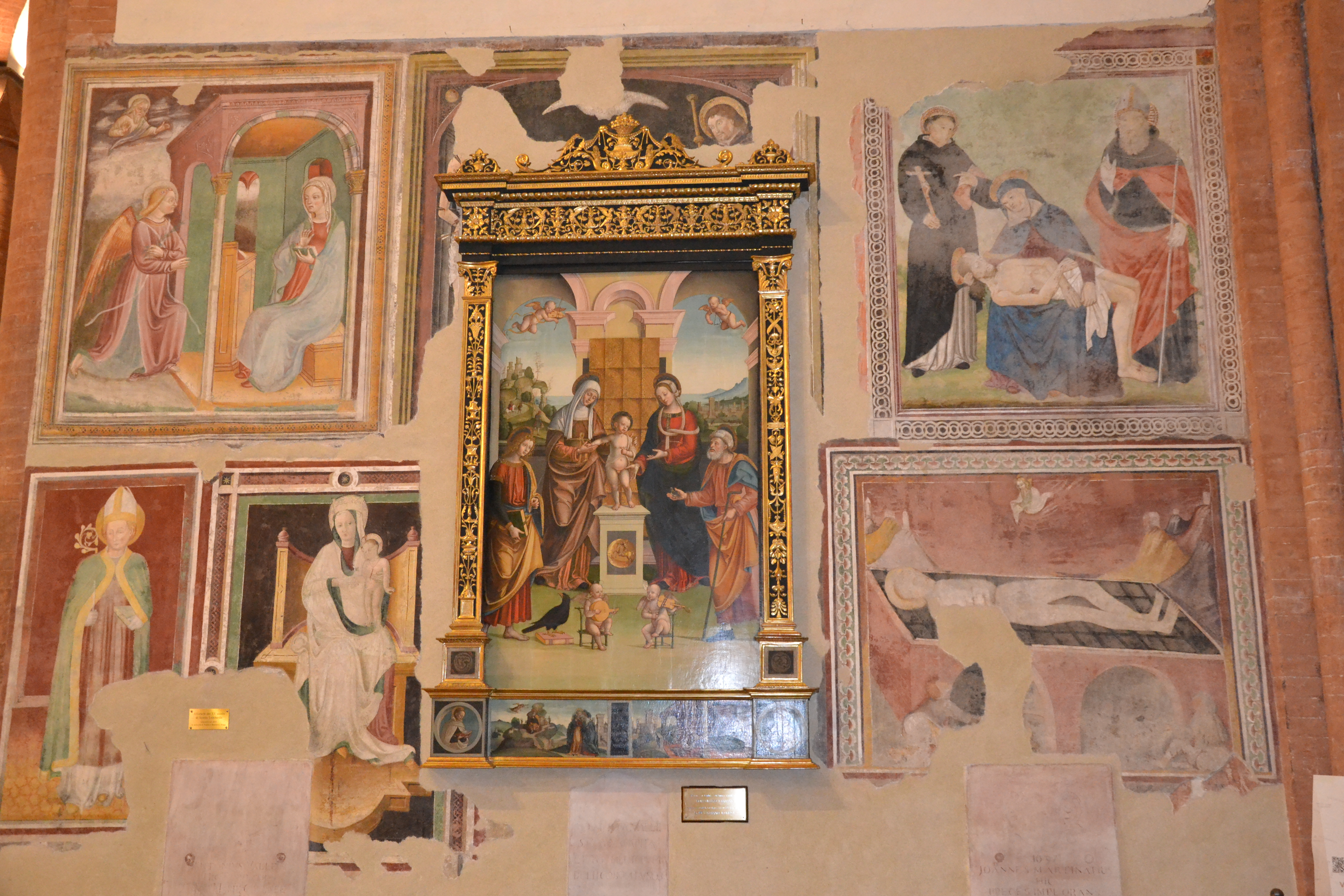
Frescos votivos en el crucero (siglo XV) y retablo de Bernardino Lanzani.
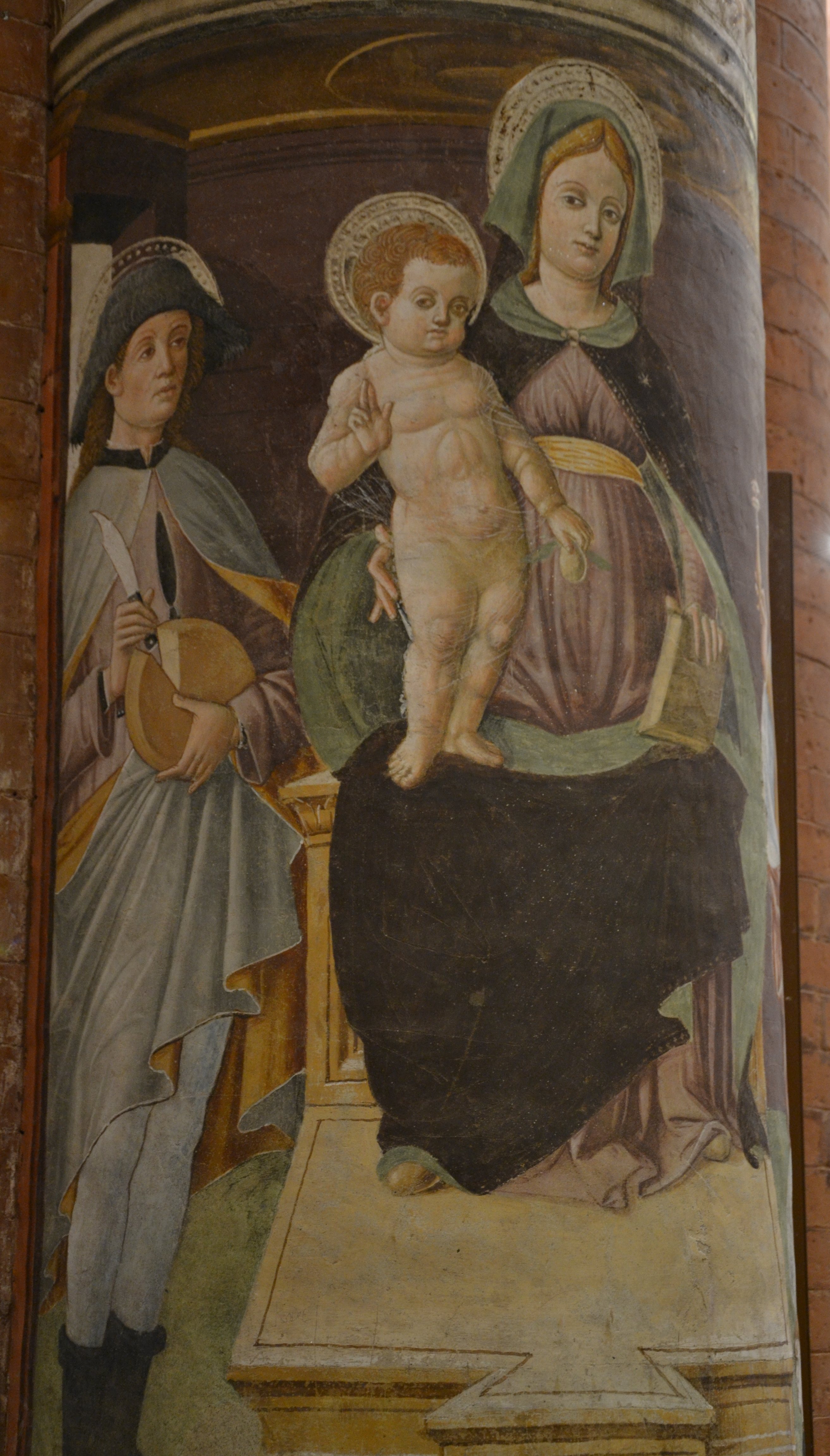
Fresco votivo sobre una columna (siglo XV).
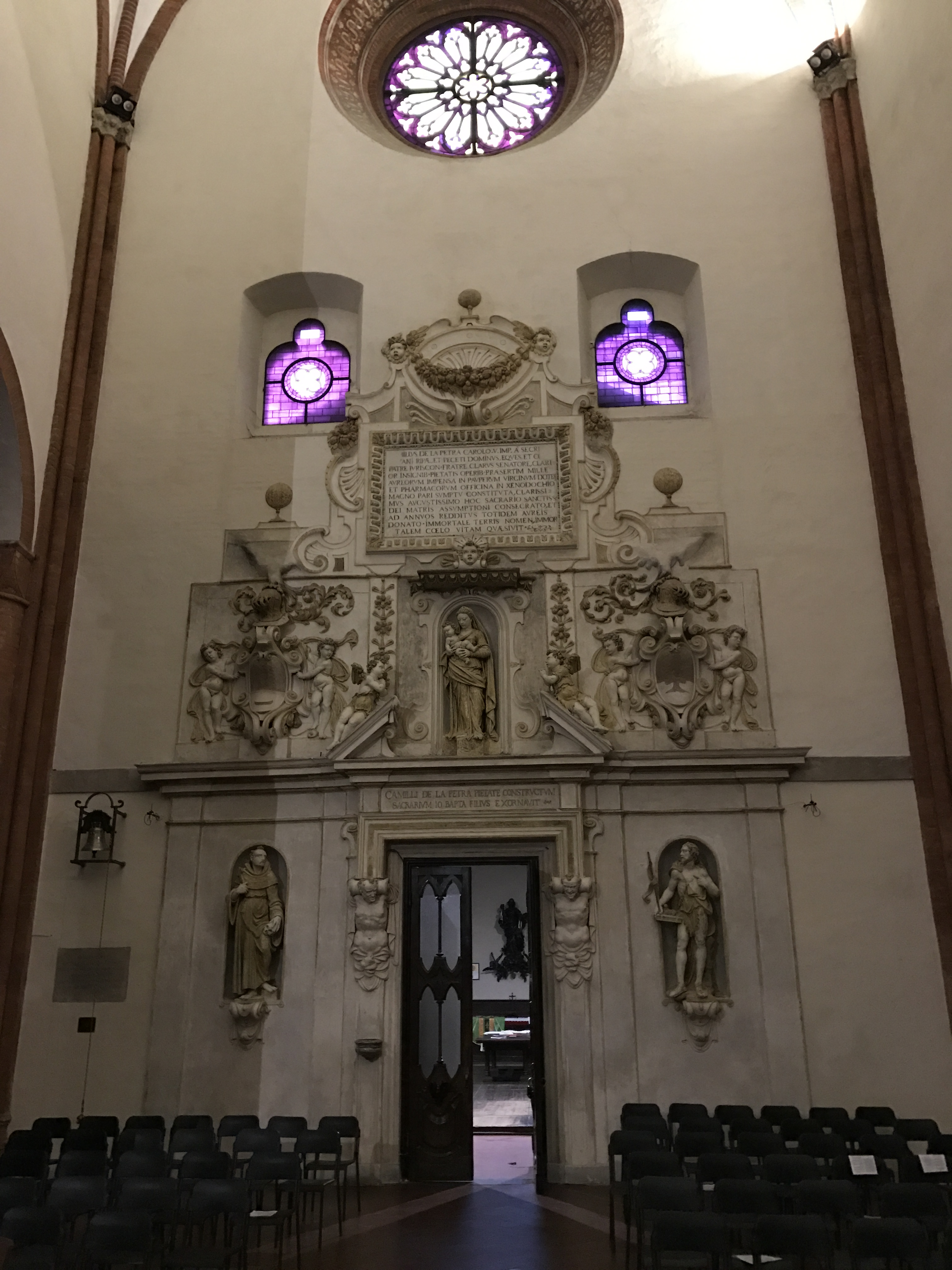
El portal de la sacristía (1576).
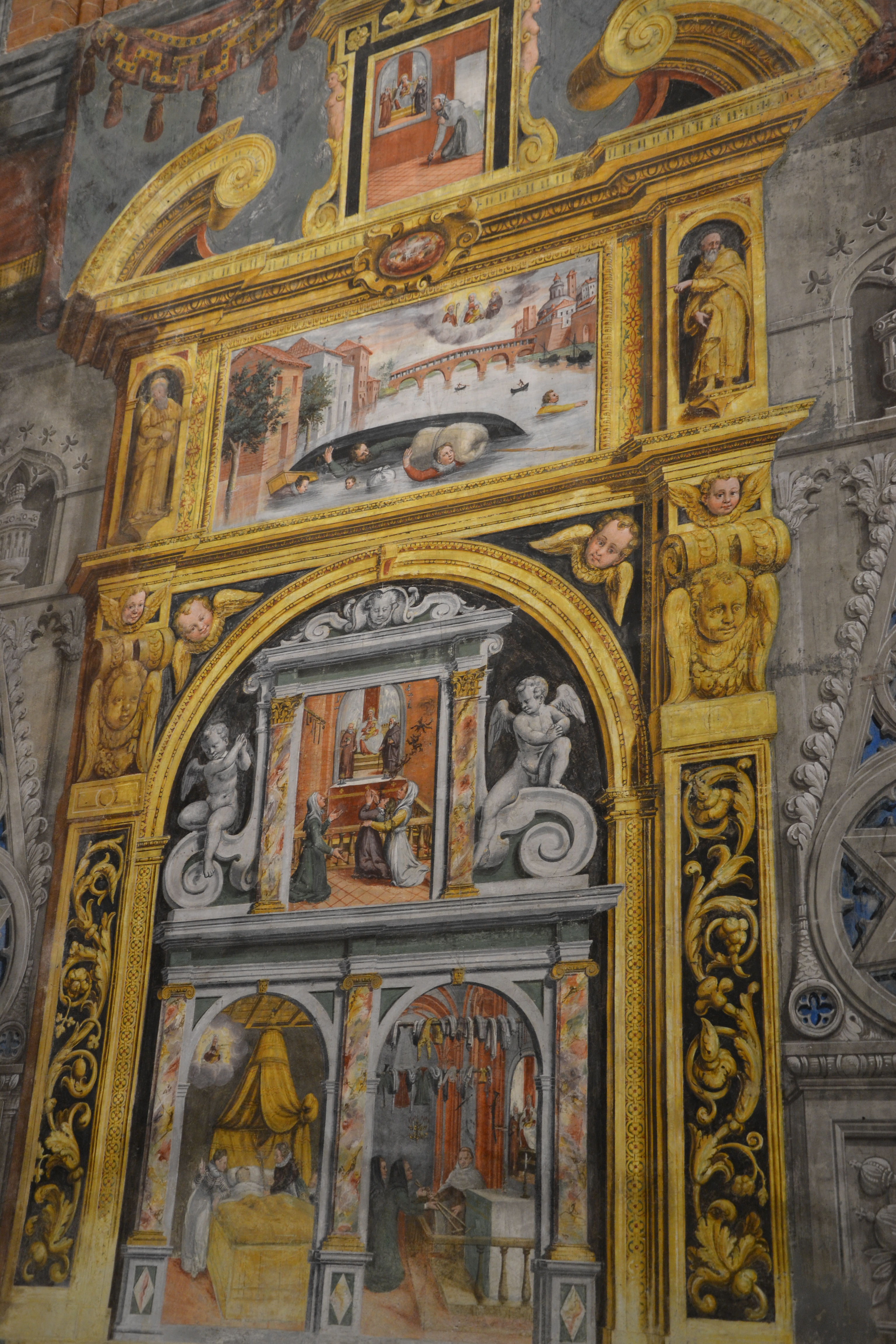
Fresco votivo del contratecho (segunda mitad del siglo XVI).

En la pared del ábside, sobre el altar, hay una vidriera policromada que representa a la Virgen entronizada con el Niño, realizada entre 1482 y 1489. El cartón con la Virgen se atribuye a Vincenzo Foppa. El azulejo del siglo XV es el único que queda de la vidriera original que había sido reesmaltada en 1827. Durante la restauración de 1989, el azulejo del siglo XV, colocado en el centro, con la Virgen entronizada y el Niño se insertó en un nuevo marco, un rombo azul eléctrico con esquinas redondeadas inscrito a su vez en el gran círculo del rosetón con motivos geométricos modernos.[9] Sobre el altar, el arco triunfal de la iglesia está enriquecido por un gran iconostasio de madera con Jesús crucificado y, a sus lados, la Virgen y San Giovanni Evangelista, obra de Giovanni Battista Trucazzano, construida entre 1638 y 1645.
En el crucero de la pared izquierda hay numerosos y preciosos frescos votivos atribuidos al círculo de Michelino da Besozzo y fechados entre la primera y la cuarta década del siglo XV, y un retablo de Bernardino Lanzani con el Niño Jesús entre la Virgen, la SS. Anna, Joachim, John the Evangelist, firmado y fechado (1515).
En la pared lateral derecha del crucero se encuentra la fachada, rica en estucos barrocos, de la sacristía (1576), construida por el conde Camillo Pietra. Alrededor del portal que da acceso a la sala hay hornacinas simétricas con San Francisco de los Estigmas y Juan Bautista, mientras que la hornacina del tímpano alberga a la Virgen y el Niño.
En la contrafachada hay una pintura de la segunda mitad del siglo XV que representa a Nuestra Señora de las Gracias entre San Julio de Novara y San Antonio el Grande dentro de un marco arquitectónico del siglo XVI en madera tallada y dorada. La devoción popular atribuyó poderes milagrosos a la pintura y en torno a ella nacieron anécdotas y leyendas. A la derecha de la pintura hay un fresco (que data de la segunda mitad del siglo XVI) encerrado en un marco dorado pintado que incorpora la cueva de madera que tiene cinco representaciones de los milagros que habría realizado esta Virgen. Entre estos se encuentra el rescate de un naufragio en el Tesino en plena inundación.